# Zbigniew Granica
Zbigniew Granica (ur. 27 września 1959, zm. 2 sierpnia 2001 w Ostrołęce)  – polski informatyk i pedagog, autor i współautor podręczników oraz publikacji z zakresu pracy z komputerem.
Był wieloletnim nauczycielem XXX Liceum Ogólnokształcące im. Jana Śniadeckiego w Warszawie oraz Ośrodka Edukacji Informatycznej i Zastosowań Komputerów (OEIiZK) w Warszawie. Współpracował z warszawskim Kolegium Nauczycielskim. 
Zmarł śmiercią tragiczną w Ostrołęce, został pochowany na warszawskim cmentarzu komunalnym Północnym (Kwatera O-I-12, Rząd 1, Grób 78).

## Wybrane publikacje
- „Informatyka dla gimnazjalistów. Program nauczania” (wspólnie z Andrzejem Walatem) Oficyna Edukacyjna Krzysztof Pazdro, 1999, ISBN 83-85751-82-3
- „Informatyka dla gimnazjalistów. Świat bez granic - Multimedia i Internet. Podręcznik dla klasy II” (wspólnie z Andrzejem Walatem) Oficyna Edukacyjna Krzysztof Pazdro, 2000, ISBN 83-88409-77-8
- „Informatyka dla gimnazjalistów. Bazy danych wokół nas. Podręcznik dla klasy III. Część druga” (wspólnie z Andrzejem Walatem) Oficyna Edukacyjna Krzysztof Pazdro, 2001, ISBN 83-88409-62-X
- „Algorytm, o którym nie wiadomo, czy jest skończony” - artykuł, Komputer w Szkole, 1995, nr 1, s. 37-40
- „Historia kija od szczotki” - artykuł, Komputer w Szkole, 1995, nr 2, s. 37-39
- „Scenariusz lekcji - Ciągi liczbowe w arkuszu” - artykuł, Komputer w Szkole, 1995, nr 4, s. 44-48
- „Co to znaczy, że algorytm - program jest dobry, lepszy niż inne?” - artykuł, Komputer w Szkole, 1995, nr 5, s. 48-50